# Сандерсон (Техас)
Сандерсон (англ. Sanderson) — невключённая община и статистически обособленная местность в США, расположенная в западной части штата Техас, административный центр округа Террелл. По данным переписи за 2010 год число жителей составляло 837 человек, по оценке Бюро переписи США в 2016 году в городе проживало 695 человек.

## История
Изначально поселение, созданное Чарли Уилсоном, носило название Стробридж. В районе поселения находилась стрелка железной дороги Southern Pacific Railroad. В 1882 году в районе общины был построен поворотный круг, а само поселение было переименовано в Сандерсон в честь Томаса Сандерсона, ответственного инженера сооружения поворотного круга. В 1883 году в общине открылось почтовое отделение. В первые годы своего существования Сандерсон заработал
репутацию буйного города, бары и салуны были популярны среди ковбоев, работников ранчо и железной дороги. При создании округа Террелл в 1905 году, жители территории выбрали Сандерсон административным центром.
В ночь с 10 на 11 июня 1965 года в городе выпало до 150 мм осадков и местный ручей вышел из берегов. Несколько жителей обнаруживших угрозу затопления рано утром ездили на автомобилях по городу и звуковым сигналом пытались предупредить об опасности, однако большинство местных жителей помнили о предыдущих наводнениях и надеялись, что нынешнее будет таким же кратковременным и не принесёт неудобств. Однако в этот раз город накрыло волной высотой с дом. Позже гидрологи оценивали скорость потока воды в ручье в более чем 2000 кубометров в секунду. Наводнение унесло жизни 26 человек, последняя жертва была найдена почти в 500 километрах вниз по реке Рио-Гранде в мексиканском городе Нуэво-Ларедо, двух человек найти не удалось. Было уничтожено 54 и повреждено 169 домов, смыты оба кладбища города. Несмотря на то, что с 1978 по 1987 годы для предотвращения трагедии было построено 11 дамб, постройка межштатной автомагистрали в объезд города и закрытие железнодорожной станции способствовали оттоку жителей и предприятий из города. Жители округа, чьи налоги 
пошли на постройку дамбы, шутили что проще и дешевле было бы перенести все здания города на новое место.

## География
Сандерсон находится в западной части округа, его координаты: 28°27′35″ с. ш. 98°32′55″ з. д..
Согласно данным бюро переписи США, площадь города составляет около 10,9 км2, полностью занятых сушей.

### Климат
Согласно классификации климатов Кёппена, в Сандерсоне преобладает семиаридный климат низких широт (Bsh).
| Показатель                    | Янв.  | Фев.  | Март  | Апр. | Май  | Июнь | Июль | Авг. | Сен. | Окт. | Нояб. | Дек.  | Год   |
| ----------------------------- | ----- | ----- | ----- | ---- | ---- | ---- | ---- | ---- | ---- | ---- | ----- | ----- | ----- |
| Абсолютный максимум, °C       | 30,6  | 34,4  | 35,6  | 38,3 | 42,8 | 43,3 | 41,7 | 41,1 | 41,1 | 38,9 | 34,4  | 29,4  | 43,3  |
| Средний суточный максимум, °C | 15,9  | 18,1  | 22,6  | 27,4 | 30,7 | 33,2 | 33,7 | 33,6 | 30,4 | 26   | 20,6  | 16,3  | 25,7  |
| Средняя температура, °C       | 7,8   | 9,8   | 14,2  | 19,2 | 23,2 | 26,4 | 27,2 | 26,9 | 23,7 | 18,4 | 12,6  | 8,2   | 18,1  |
| Средний суточный минимум, °C  | −0,3  | 1,5   | 5,7   | 10,9 | 15,7 | 19,6 | 20,8 | 20,2 | 16,8 | 10,8 | 4,6   | 0,2   | 10,5  |
| Абсолютный минимум, °C        | −13,9 | −15,6 | −11,1 | −5,6 | 2,8  | 4,4  | 9,4  | 12,2 | 4,4  | −6,1 | −11,1 | −16,1 | −16,1 |
| Норма осадков, мм             | 12    | 14    | 11    | 20   | 41   | 45   | 36   | 39   | 55   | 38   | 15    | 11    | 337   |
| Источник: weatherbase.com     |       |       |       |      |      |      |      |      |      |      |       |       |       |

## Население
Согласно переписи населения 2010 года в городе проживало 837 человек, было 370 домохозяйств и 214 семей. Расовый состав города: 84,7 % — белые, 0,4 % — афроамериканцы, 0,6 % — коренные жители США, 0,4 % — азиаты, 0,0 % (0 человек) — жители Гавайев или Океании, 12,9 % — другие расы, 1,1 % — две и более расы. Число испаноязычных жителей любых рас составило 51,4 %.
Из 370 домохозяйств, в 25,9 % живут дети младше 18 лет. 47,3 % домохозяйств представляли собой совместно проживающие супружеские пары (15,7 % с детьми младше 18 лет), в 6,2 % домохозяйств женщины проживали без мужей, в 4,3 % домохозяйств мужчины проживали без жён, 42,2 % домохозяйств не являлись семьями. В 37,8 % домохозяйств проживал только один человек, 19,2 % составляли одинокие пожилые люди (старше 65 лет). Средний размер домохозяйства составлял 2,26. Средний размер семьи — 3 человека.
Население города по возрастному диапазону распределилось следующим образом: 24,5 % — жители младше 20 лет, 18,9 % находятся в возрасте от 20 до 39, 35,6 % — от 40 до 64, 21 % — 65 лет и старше. Средний возраст составляет 44,8 года.
Согласно данным опросов пяти лет с 2012 по 2016 годы, средний доход домохозяйства в Сандерсоне составляет 24 018 долларов США в год, средний доход семьи — 40 417 долларов. Доход на душу населения в городе составляет 25 172 
доллара. Около 21,7 % семей и 25 % населения находится за чертой бедности. В том числе 41,1 % в возрасте до 18 лет и 32,1 % в возрасте 65 и старше.

## Инфраструктура и транспорт
Основными автомагистралями, проходящими через Сандерсон, являются:
- автомагистраль 90 США, которая идёт с юго-востока от Дель-Рио на запад к Алпайну.
- автомагистраль 285 США начинается в Сандерсоне и идёт на северо-запад к Форт-Стоктону.

Ближайшим аэропортом, выполняющим коммерческие рейсы, является международный воздушно-космический порт Мидленда. Аэропорт находится примерно в 260 километрах к северу от Сандерсона.

## Образование
Город обслуживается независимым школьным округом Террелла.

## Город в популярной культуре
- В городе располагается трейлер-парк, в котором жил герой романа Кормака Маккарти и фильма братьев Коэн «Старикам тут не место» Льюэллин Мосс[11].
- В Сандерсон держал путь грузовик с неудачливыми мексиканцами, проколотое колесо которого чинил Билли Пархам в романе Маккарти «Города равнины» из «Пограничной трилогии»[12].